# Vierwieler

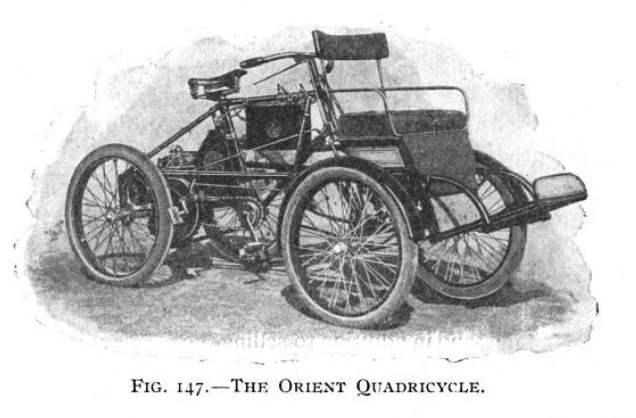
Orient van Waltham Manufacturing Company, ca. 1899-1900

Een vierwielfiets is een vierwielig vervoermiddel. Omdat deze voertuigen stabieler zijn dan tweewielfietsen zijn kinderfietsen soms uitgevoerd als vierwielfietsen met aan de voorzijde twee wielen, aan de achterzijde twee wielen en de pedalen indirect op de as van de achterwielen gemonteerd.
Er zijn grote vierwielfietsen ontwikkeld voor ouderen en mensen met een lichamelijke handicap die wel kunnen fietsen maar met twee wielen hun evenwicht niet kunnen bewaren of moeite hebben met in- en afstappen en stoppen. Deze modellen hebben een afzonderlijke trapas die via een ketting in verbinding staat met de achteras.
Ook kan een gewone fiets worden omgebouwd tot vierwieler.

## Types vierwielfietsen
- Traditionele vierwielfiets
- Lage instap-vierwielfiets
- Vierwielzitfiets
- Vierwielfiets met elektrische trapondersteuning